# IC 4968
IC 4968 је спирална галаксија у сазвјежђу Паун која се налази на листи објеката дубоког неба у Индекс каталогу.
Деклинација објекта је - 64° 47' 54" а ректасцензија 20h 14m 50,0s. Привидна величина (магнитуда) објекта IC 4968 износи 14,2 а фотографска магнитуда 15,0. IC 4968 је још познат и под ознакама ESO 106-1, HD 191716 (7.3) 2.5' f, PGC 64345.